# Cyclea tonkinensis
Cyclea tonkinensis är en tvåhjärtbladig växtart som beskrevs av François Gagnepain. Cyclea tonkinensis ingår i släktet Cyclea och familjen Menispermaceae. Inga underarter finns listade i Catalogue of Life.